# Балканска Суперлига у рагбију 13
Балканска Суперлига у рагбију 13 (фр. la Super ligue des Balkans) јесте регионална лига у  рагбију 13, у којој се такмиче аматерски и полупрофесионални рагби 13 клубови из Републике Србије, Републике Српске, Русије, Црне Горе, Грчке, Италије, Босне и Херцеговине, Бугарске, Турске и Албаније.
Такмичење је почело 2017., а у досадашњој историји, највише титула су освојили гиганти српског рагбија 13 Црвена звезда и Партизан.

## Историја
Пролећа 2017., је основана Балканска Суперлига, са циљем да рагби 13 тимови из Југоисточне Европе играју што више квалитетних утакмица.
У досадашњој историји, српски тимови су имали највише успеха. Само два клуба су освајала ово такмичење, а то су Звезда и Партизан.

## Списак победника Балканске Суперлиге у рагбију 13
- 2017. - Партизан  - Прва титула за црно-беле
- 2018. - Црвена Звезда  - Прва титула за црвено-беле
- 2019. - Црвена Звезда  - Друга титула за црвено-беле
- 2020. - Партизан  - Друга титула за црно-беле
- 2021. - Црвена Звезда  - Трећа титула за црвено-беле
- 2022. - Црвена Звезда  - Четврта титула за црвено-беле
- 2023. - Црвена Звезда  - Пета титула за црвено-беле
- 2024. - Партизан  - Трећа титула за црно-беле

## Списак учесника Балканске Суперлиге у рагбију 13

### Тренутни учесници 2024.
- Земун Београд - Србија
- Морава Гепарди Лесковац - Србија
- Раднички Ниш - Србија
- Црвена Звезда Београд - Србија
- Партизан Београд - Србија
- Морнар Бар - Црна Гора
- Арсенал Тиват - Црна Гора
- Аек Атина - Грчка
- Локомотива Софија - Бугарска
- Валасит Перник - Бугарска
- Билџи Беџерс - Турска
- Босфор вукови - Турска
- Тирана - Албанија

### Бивши учесници
2017-2024.
- Београд млади - Србија
- Дорћол Београд - Србија
- Раднички Нови Београд - Србија
- Црвени кенгури Београд - Србија
- Цар Душан силни Параћин - Србија
- Борац Бања Лука - Република Српска
- Локомотива Москва - Русија
- Јужна регија - Црна Гора
- Арис иглси - Грчка
- Патрас - Грчка
- Родос најтси - Грчка
- Линањо шаркси - Италија
- Вориорси Дрвар - Босна и Херцеговина
- Витез најтси - Босна и Херцеговина
- Валасит Перник - Бугарска
- Анкара фриђијанси - Турска
- Билџи беџерси - Турска
- Босфор вукови - Турска
- Кладикој булси - Турска

### Успешност клубова
Већ годинама, српски рагби 13 клубови Звезда и Партизан доминирају рагбијем 13, на простору Југоисточне Европе.
| Клуб        | Првак                            | Вицепрвак                        |
| ----------- | -------------------------------- | -------------------------------- |
| Звезда 13   | 5 (2018, 2019, 2021, 2022, 2023) | 3 (2017, 2020, 2024)             |
| Партизан 13 | 3 (2017, 2020, 2024)             | 5 (2018, 2019, 2021, 2022, 2023) |